# Der Bauer als Millionär (1961)
Der Bauer als Millionär ist ein österreichischer Spielfilm von Rudolf Steinböck aus dem Jahr 1961 nach einem Stück von Ferdinand Raimund mit Josef Meinrad in der Titelrolle und Käthe Gold, Christiane Hörbiger, Hans Moser und Paula Wessely in weiteren Hauptrollen. Bei dem Film, der auf Raimunds romantischem Zaubermärchen Das Mädchen aus der Feenwelt oder Der Bauer als Millionär (1826) beruht, handelt es sich um die Aufzeichnung einer Inszenierung bei den Salzburger Festspielen 1961. Die Filmfassung der Salzburger Festspielaufführung hält sich eng an die literarische Vorlage.

## Handlung
Die Fee Lacrimosa will aus Hochmut ihre Tochter Lottchen mit dem Sohn der Feenkönigin vermählen. Diese nimmt Lacrimosa deshalb ihre Feenmacht, verbannt Lottchen auf die Erde und will den Fluch erst dann aufheben, wenn das Mädchen allen Reichtum ablehnt und die Frau eines armen Mannes wird. Dies hat vor ihrem 18. Geburtstage stattzufinden. Lacrimosa übergibt ihre Tochter dem armen Waldbauern Fortunatus Wurzel mit dem Auftrag, sie einfach zu erziehen und mit einem braven Manne zu verheiraten. Doch der Neid hatte einst ein Auge auf Lacrimosa geworfen, die ihn aber abblitzen ließ. Aus Rache sorgt er dafür, dass Wurzel einen großen Schatz findet. Der Bauer baut sich in der Stadt ein Palais, will von einer Verbindung Lottchens mit dem Fischer Karl Schilf nichts mehr wissen und findet einen reichen Schwiegersohn. Wenige Tage vor Lottchens 18. Geburtstag hat Lacrimosa deshalb befreundete Geister und Magier in ihren Feenpalast geladen und bittet inständig um Hilfe.
Alle Geister, besonders aber Ajaxerle und Bustorius versprechen dies sofort und Ajaxerle wird beauftragt, zur Erde zu reisen. Lottchen klagt über die Härte Wurzels, der dem armen Karl den Umgang mit ihr verboten hat. Doch durch Ajaxerles Vermittlung kommt es zu einer Begegnung der beiden Liebenden und der Magier spielt den Brautwerber bei Wurzel. Dieser weist ihn ab und schwört, dass er die Verbindung erst dann gestatten werde, wenn er so morsch und grau aussehe, dass er auf den Aschenmarkt hinausgehöre. Dann wirft er Lottchen wütend hinaus, die aber bei der Zufriedenheit Zuflucht findet.
Während Wurzel mit seinen Zechgenossen feiert, wird der Besuch eines fremden jungen Herrn gemeldet. Es ist die Jugend, die erschienen ist, um Wurzel die Freundschaft zu kündigen. Kaum ist sie gegangen, wird es Nacht und ein zweiter Gast kommt, das hohe Alter. Höhnisch wird Wurzel darauf aufmerksam gemacht, dass nunmehr alles anders und er mit allen Gebrechen des Alters geschlagen werde. Wurzel verflucht den Neid und seinen Reichtum, wünscht sich in seine Waldheimat zurück und schon steht er vor seiner halb zerfallenen Hütte.
Nun bittet der Neid den Hass, die weitere Ausführung der Rache zu übernehmen. Der Hass lockt Karl in eine Zauberkegelbahn, wo demjenigen, der alle neune trifft, ein reich machender Brillantring winkt, dem Fehlenden aber der Tod gewiss ist. Karl, der glaubt, der Reichtum ebne ihm den Weg zu Lottchens Hand, wagt den Kegelschub und erlangt den Ring. Er lässt sich einen prächtigen Palast bauen und macht sich sodann auf die Suche nach Lottchen. Die junge Frau kommt zusammen mit der Zufriedenheit, um Karl zu bewegen, den unheilvollen Ring wegzuwerfen. Auch Wurzel erscheint in Gestalt eines Aschenmannes und gerät mit der Zufriedenheit, die er für die Köchin hält, ins Gespräch. Er ist ein anderer geworden und hat seinen Übermut als reicher Prasser eingesehen.
Karl trifft im Palast Lottchen, die er heiraten und mit Reichtümern überschütten will, doch durch einen Bann der Zufriedenheit wird Lottchen sofort ohnmächtig, wenn sie Brillanten sieht. Der erst noch zaudernde Karl wirft ihr zuliebe den Ring weg: Damit ist die Macht des Hasses gebrochen, der Fischer wieder ein armer Mann und die Bedingung des Feenspruches erfüllt. Lacrimosa, wieder im Besitz ihrer Geistermacht, beschenkt das Brautpaar mit einem Fischergut und Wurzel wird vom Aschenmann wieder zu einem zufriedenen Waldbauern.

## Produktionsnotizen, Veröffentlichung
Der Bauer als Millionär entstand als Produktion von Thalia-Film während der Salzburger Festspiele 1961, Ort der Aufführung die Felsenreitschule in Salzburg.
Heinz Pollak hatte die Produktionsleitung. Für Bildregisseur Alfred Stöger war dies die letzte filmische Arbeit, er starb im Januar 1962. Hans Moser singt das Abschiedslied, Musik: Joseph Drechsler, Text: Ferdinand Raimund. Das Bühnenbild schuf Lois Egg.
Christiane Hörbiger (als Lottchen) und Paula Wessely (als die Zufriedenheit) sind Mutter und Tochter.
Der Film erlebte seine Uraufführung am 24. November 1961. In Österreich war der Massenstart am 25. Mai 1962. Am 17. Februar 2017 wurde Der Bauer als Millionär von der Edel Germany GmbH auf DVD veröffentlicht.

## Kritiken
„Ferdinand Raimunds romantisches Zaubermärchen: Die gute Fee Zufriedenheit im Kampf gegen den vom Dämon des Reichtums besessenen Bauern. Das österreichische Volksstück in einer formal hölzernen, allerdings gut besetzten Filmaufzeichnung von den Salzburger Festspielen.“

Paimann’s Filmlisten resümierte: „Bis auf einstellungsfreudigere bildliche Gestaltung (passable Farbenphotographie) werksgetreu und im Bühnenrahmen … belassen, doch dank der Meriten des Ensembles und der Originalmusik die Atmosphäre der Dichtung wahrend.“